# Liste der Baudenkmäler in Fischeln
Die Liste der Baudenkmäler in Fischeln enthält die denkmalgeschützten Bauwerke auf dem Gebiet von Krefeld-Fischeln, Stadtbezirk Fischeln, in Nordrhein-Westfalen (Stand: April 2020). Diese Baudenkmäler sind in der Denkmalliste der Stadt Krefeld eingetragen; Grundlage für die Aufnahme ist das Denkmalschutzgesetz Nordrhein-Westfalen (DSchG NRW).

| Bild                                                                                    | Bezeichnung | Lage | Beschreibung | Bauzeit       | Eingetragen seit | Denkmal- nummer |
| --------------------------------------------------------------------------------------- | --- | --- | --- | ------------- | ---------------- | --------------- |
| weitere Bilder                                                                          | Mühlenstumpf und Anbauten                                                                                          | Fischeln-West Altmühlenfeld 205, 207 Karte | ehemaliges Maschinen- und Kornhaus | 1812–1813     |                  | 452             |
|                                                                                         | | Fischeln-West Anrather Straße 27 Karte | |               |                  | 791             |
| weitere Bilder                                                                          | Katholische Pfarrkirche St. Bonifatius                                                                             | Stahldorf Bonifatiusstraße Karte | Architekten: Emil Steffann und Karl Otto Lüfkens | 1957          |                  | 808             |
| weitere Bilder                                                                          | Campus Fichtenhain                                                                                                 | Stahldorf Campus Fichtenhain 42, 46, 48, 49a/b, 57a/b, 63, 66/68, 67, 71, 72 Karte | ehemalige Provinzial-Fürsorgeerziehungsanstalt Krefeld-Fichtenhain mit historischem Zaun | um 1905       |                  | 937             |
| weitere Bilder                                                                          | ehemaliges Heizkraftwerk der ehemaligen Provinzial-Fürsorgeerziehungsanstalt Krefeld-Fichtenhain                   | Stahldorf Campus Fichtenhain 51 Karte | [ 4 ] | 1954          |                  | 991             |
| weitere Bilder                                                                          | Katholische Pfarrkirche St. Clemens                                                                                | Fischeln-West Clemensplatz Karte | |               |                  | 453             |
| Pfarrhaus                                                                               | Pfarrhaus | Fischeln-West Clemensplatz 1 Karte | |               |                  | 48              |
|                                                                                         | | Fischeln-West Clemensplatz 2 Karte | |               |                  | 49              |
|                                                                                         | | Fischeln-West Clemensplatz 3 Karte | |               |                  | 50              |
|                                                                                         | | Fischeln-West Clemensplatz 5 Karte | |               |                  | 378             |
|                                                                                         | | Fischeln-West Clemensplatz 6 Karte | |               |                  | 454             |
|                                                                                         | | Fischeln-West Clemensplatz 7 Karte | |               |                  | 51              |
|                                                                                         | | Fischeln-West Clemensstraße 8 Karte | |               |                  | 52              |
|                                                                                         | | Fischeln-West Clemensstraße 9 Karte | |               |                  | 53              |
| Pfarrhaus                                                                               | Pfarrhaus | Fischeln-West Clemensstraße 10 Karte | |               |                  | 54              |
|                                                                                         | | Fischeln-West Clemensstraße 11 Karte | |               |                  | 55              |
|                                                                                         | | Fischeln-West Clemensstraße 15 Karte | |               |                  | 455             |
| Damen Gut                                                                               | Damen Gut | Fischeln-West Dohmenstraße 73b Karte | Wohnhaus ehemalige Scheune |               |                  | 951             |
| weitere Bilder                                                                          | Heimfriedhof der ehemaligen Rheinischen Provinzial-Fürsorgeerziehungsanstalt Fichtenhain, heute Campus Fichtenhain | Stahldorf Fichtenhainer Allee Karte | |               |                  | 1017            |
| Haus Hückelsmay                                                                         | Haus Hückelsmay | Stahldorf Gladbacher Straße 806 Karte | in mehreren Abschnitten zwischen 1830 und 1855 errichteter Gutshof nahe der Landwehr im Forstwald, an der die Schlacht an der Hückelsmay stattfand | 1830–1855     |                  | 74              |
| Diebershof                                                                              | Diebershof | Fischeln-Ost Hees 17 Karte | |               |                  | 869             |
| Bahnhofsgebäude Krefeld-Fischeln der elektrischen Schnellbahnstrecke Düsseldorf–Krefeld | Bahnhofsgebäude Krefeld-Fischeln der elektrischen Schnellbahnstrecke Düsseldorf–Krefeld                            | Fischeln-Ost Hees 84 Karte | |               |                  | 941             |
| weitere Bilder                                                                          | Siedlung Klein-Österreich                                                                                          | Königshof-West Innsbrucker Straße 2, 4, 5, 6, 7, 8, 9, 10, 11, 13 Linzer Straße 1, 2, 4, 5, 6, 8 Salzburger Straße 1, 2, 3, 4, 5, 6 Tiroler Weg 1, 3, 5, 6, 7, 9 Vulkanstraße 75 Karte | [ 6 ] [ 7 ] | 1938–1939     | 1998             | 812             |
| Kohnenhof                                                                               | Kohnenhof | Stahldorf Kimplerstraße 316, 316a Breuershofstraße 5 Karte | |               |                  | 932             |
| weitere Bilder                                                                          | Katholische Pfarrkirche Herz-Jesu                                                                                  | Königshof Kneinstraße Karte | | 1897          |                  | 116             |
| Königshof                                                                               | Königshof | Königshof Kölner Straße 252, 254 Karte | |               |                  | 118             |
| ehemalige Landwirtschaftsschule mit Direktorenwohnhaus                                  | ehemalige Landwirtschaftsschule mit Direktorenwohnhaus                                                             | Königshof-West Kölner Straße 285 Karte | [ 8 ] | 1938–1941     |                  | 992             |
| Markuskirche                                                                            | Markuskirche | Fischeln-Ost Kölner Straße 480 Karte | | 1958          | 1998             | 807             |
| Rathaus Fischeln                                                                        | Rathaus Fischeln                                                                                                   | Fischeln-West Kölner Straße 517 Karte | | 1910          |                  | 119             |
| Südschule                                                                               | Südschule | Fischeln-West Kölner Straße 667 Karte | |               |                  | 120             |
| Grabmal Wilhelm Stefen                                                                  | Grabmal Wilhelm Stefen                                                                                             | Fischeln-Ost Kölner Straße 730 Fischelner Friedhof Karte | Ehrengrab auf Feld 12, Nr. 1009 des Bürgermeisters der Gemeinde Fischeln (1898–1929) und Beigeordneten der Stadt Krefeld (1929–1931) Wilhelm Stefen (* 06.06.1867, † 05.05.1931). In seiner Zeit als Bürgermeister der Gemeinde Fischeln wandelte sich das stille Weberdorf in einen lebendigen Großstadtvorort, weiterhin gilt er als Vater der Eingemeindung der Gemeinde Fischeln in die Stadt Krefeld. | 1931          | 1992             | 626             |
| Grabmal Josef Hafels                                                                    | Grabmal Josef Hafels                                                                                               | Fischeln-Ost Kölner Straße 730 Fischelner Friedhof Karte | Ehrengrab auf Feld 12, Nr. 1008 des Arztes Dr. Josef Hafels (* 22.07.1853, † 05.12.1930); war als Mediziner in Fischeln, Oppum und Bösinghoven tätig. Aufgrund seiner Verdienste (insbesondere in der Armen- und Schulmedizin) wurde er zum Sanitätsrat ernannt. | um 1930       | 1992             | 627             |
| weitere Bilder                                                                          | Mariensäule | Fischeln-West Marienplatz Karte | | 1855          |                  | 936             |
| Theater am Marienplatz („TAM“)                                                          | Theater am Marienplatz („TAM“)                                                                                     | Fischeln-West Marienstraße 81, 83, 85 Karte | ehemaliges Schulgebäude |               |                  | 149             |
|                                                                                         | | Fischeln-West Marienstraße 108 Karte | |               |                  | 456             |
|                                                                                         | | Fischeln-West Marienstraße 114 Karte | |               |                  | 150             |
|                                                                                         | | Fischeln-West Marienstraße 118 Karte | |               |                  | 151             |
|                                                                                         | | Königshof-West Mühlenfeld 26 Karte | |               |                  | 976             |
|                                                                                         | | Fischeln-West Rosenstraße 3 Karte | vormals Rosenstraße 15 | 1723          |                  | 194             |
|                                                                                         | | Fischeln-West Rosenstraße 21 Karte | vormals Rosenstraße 2 | 1900          | 6. August 1984   | 193             |
| Backsteinmauer                                                                          | Backsteinmauer | Fischeln-West Rosenstraße 21 Karte | | Mitte 19. Jh. |                  | 898             |
| Remise                                                                                  | Remise | Fischeln-West Rosenstraße 21 Karte | Hinweis für den Bebilderer: Das Baudenkmal Remise ist nicht von der Straße einzusehen. | vor 1830      |                  | 990             |